# Drummond (condado de Bayfield)
Drummond es un lugar designado por el censo ubicado en el condado de Bayfield en el estado estadounidense de Wisconsin. En el Censo de 2010 tenía una población de 154 habitantes y una densidad poblacional de 42,59 personas por km².

## Geografía
Drummond se encuentra ubicado en las coordenadas 46°20′37″N 91°15′00″O / 46.34361, -91.25000. Según la Oficina del Censo de los Estados Unidos, Drummond tiene una superficie total de 3.62 km², de la cual 3.62 km² corresponden a tierra firme y (0%) 0 km² es agua.

## Demografía
Según el censo de 2010, había 154 personas residiendo en Drummond. La densidad de población era de 42,59 hab./km². De los 154 habitantes, Drummond estaba compuesto por el 99.35% blancos, el 0% eran afroamericanos, el 0% eran amerindios, el 0% eran asiáticos, el 0% eran isleños del Pacífico, el 0% eran de otras razas y el 0.65% pertenecían a dos o más razas. Del total de la población el 0% eran hispanos o latinos de cualquier raza.